# Ponte Bol'šoj Moskvoreckij
Il ponte Bol'šoj Moskvoreckij (in russo: Большо́й Москворе́цкий мост) è un ponte ad arco di Mosca che collega il Cremlino e la piazza Rossa con il quartiere di Zamoskvoreč'e, attraversando la Moscova. Il ponte è diventato noto nel 1987 per esser stato usato da Mathias Rust come pista d'atterraggio del suo volo clandestino fino al Cremlino. Nel febbraio 2015 il ponte è stato il luogo dell'assassinio di Boris Nemcov.

## Descrizione
Si tratta di un ponte ad arco realizzato nella seconda metà degli anni 1930 su un preesistente collegamento. Il progetto del ponte è opera di Aleksej Viktorovič Ščusev, in linea con i dettami del classicismo socialista. Sebbene il ponte sia realizzato in cemento, la struttura è stata rivestita in granito rosa, dando così l'impressione di essere costruito in pietra. Il ponte è lungo 554 metri, alto 14 e largo circa 40 metri. Contiguo al ponte sorge anche il coevo Malij Moskvoretskij Most (in russo: Малый Москворецкий мост): lungo 32 metri e largo 40, attraversa il canale Vodootvodnyj, un canale artificiale realizzato per scongiurare le piene della Moscova.

## Storia

### I ponti di età moderna e del 1829-1871

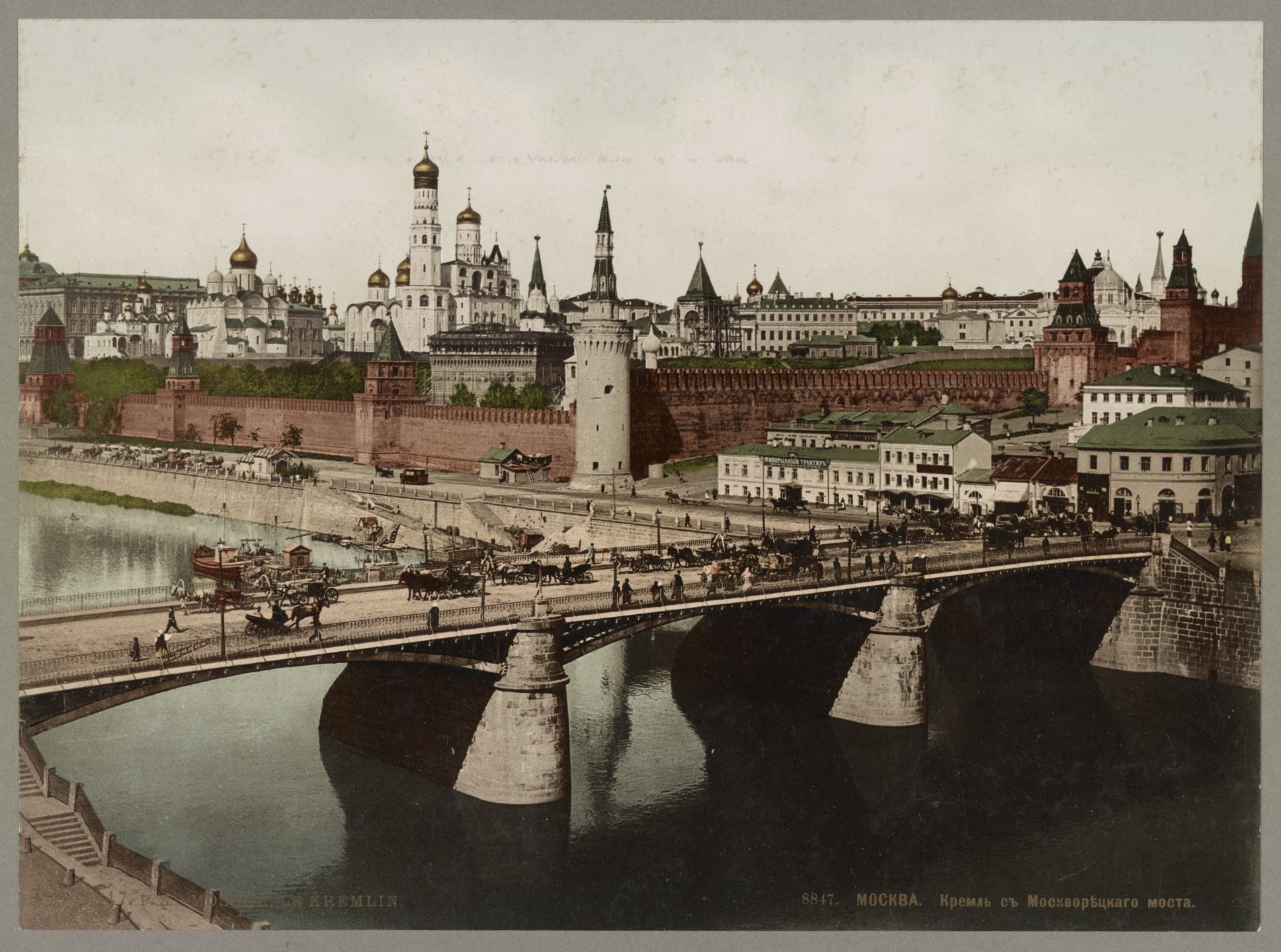
Il ponte in una veduta di fine Ottocento

Il ponte attuale è l'ultimo di una serie di opere che nei secoli sono state costruite e in seguito distrutte in questo punto della Moscova dove l'alveo si fa più stretto.
Testimonianze di un ponte di legno nelle prossimità dell'attuale ponte si attestano sin dal XV secolo, grazie agli scritti dell'ambasciatore veneziano Ambrogio Contarini.
Il primo ponte permanente venne realizzato nel 1829, a circa 50 metri ad ovest rispetto all'attuale. Si trattava di un ponte in legno ad arco, costituito da tre campate della lunghezza di 28 metri ciascuna. L'opera, realizzata su progetto dell'ingegnere spagnolo Augustin de Betancourt, venne distrutta da un incendio nel 1871.

### Il ponte del 1938
Nel 1938 un ambizioso piano urbanistico voluto da Stalin per modernizzare Mosca ordinò la ricostruzione di tutti i ponti del centro della città. Il ponte Bol'šoj Moskvoretskij fu il primo ad essere completato. Il progetto del ponte, opera di Aleksej Viktorovič Ščusev seguiva i dettami del classicismo socialista e prevedeva il rivestimento del ponte, realizzato in calcestruzzo, con granito rosa. Tra il 2018 e il 2019 il ponte è stato interessato da lavori di restauro.
Durante le olimpiadi di Mosca 1980 il ponte è stato attraversato dal percorso della maratona.
Il 27 maggio 1987, il ponte fu utilizzato da Mathias Rust come pista di atterraggio per giungere alla vicina piazza Rossa.

### L'assassinio di Boris Nemcov
La sera del 27 febbraio 2015 Boris Nemcov, uno dei più autorevoli oppositori di Vladimir Putin, venne assassinato a colpi d'arma da fuoco mentre attraversava il ponte. L'assassinio destò clamore in Russia per la sua efferatezza, avvenuta in una zona centralissima di Mosca appena fuori le mura del Cremlino. I giorni seguenti al delitto il ponte si riempì di numerosi omaggi che molti cittadini comuni portarono sul luogo dell'omicidio. A seguito di quest'ondata di sdegno, Michail Michajlovič Kas'janov, leader del partito in cui Nemcov militava, propose di rinominare il ponte proprio alla memoria di Boris Nemcov. Tale proposta tuttavia venne bocciata dal governo russo, per il quale Nemcov rappresenta un pericoloso dissidente.

## Galleria d'immagini

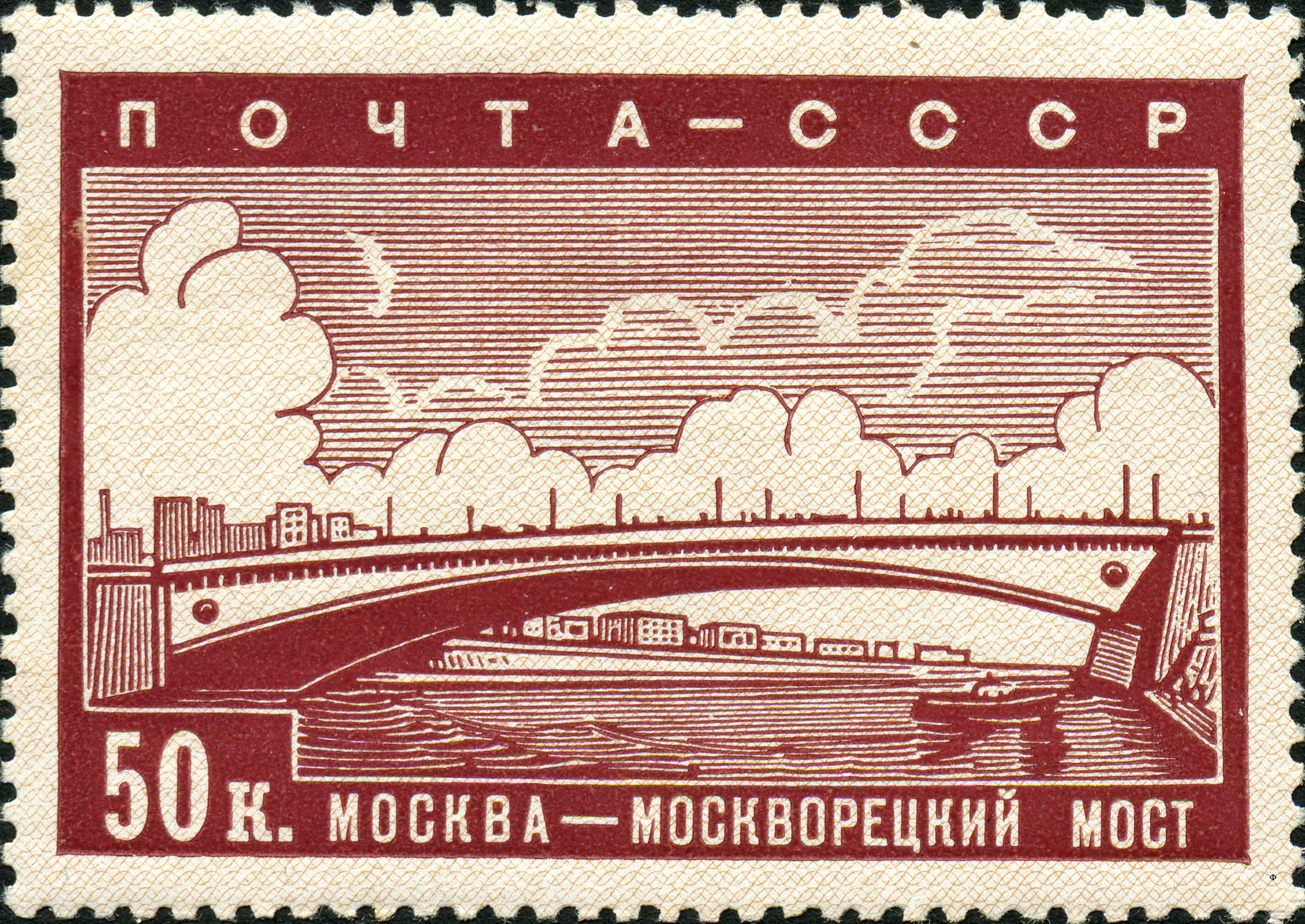
Il ponte su un francobollo sovietico del 1939
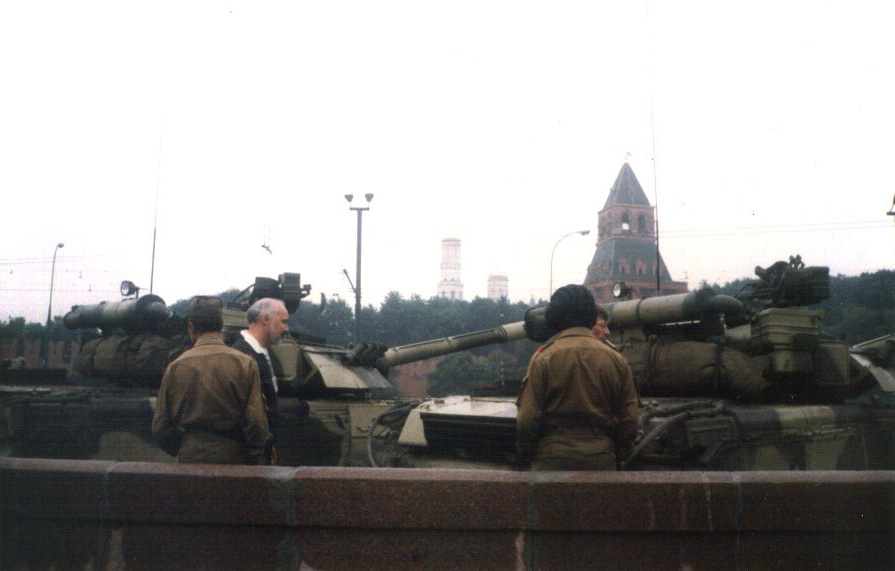
1991. Carri armati nei pressi del ponte i giorni del putsch di agosto
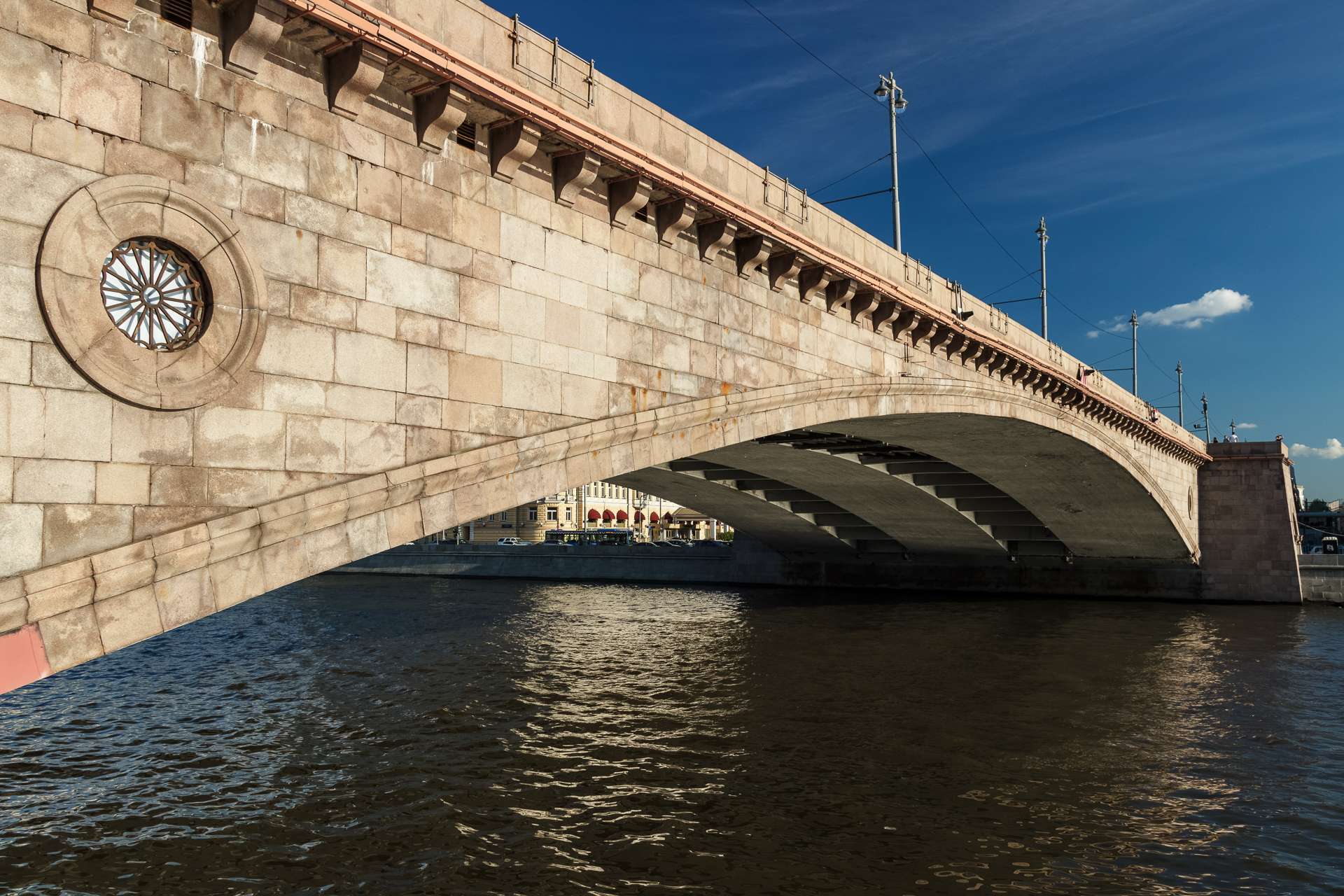
L'arcata del ponte
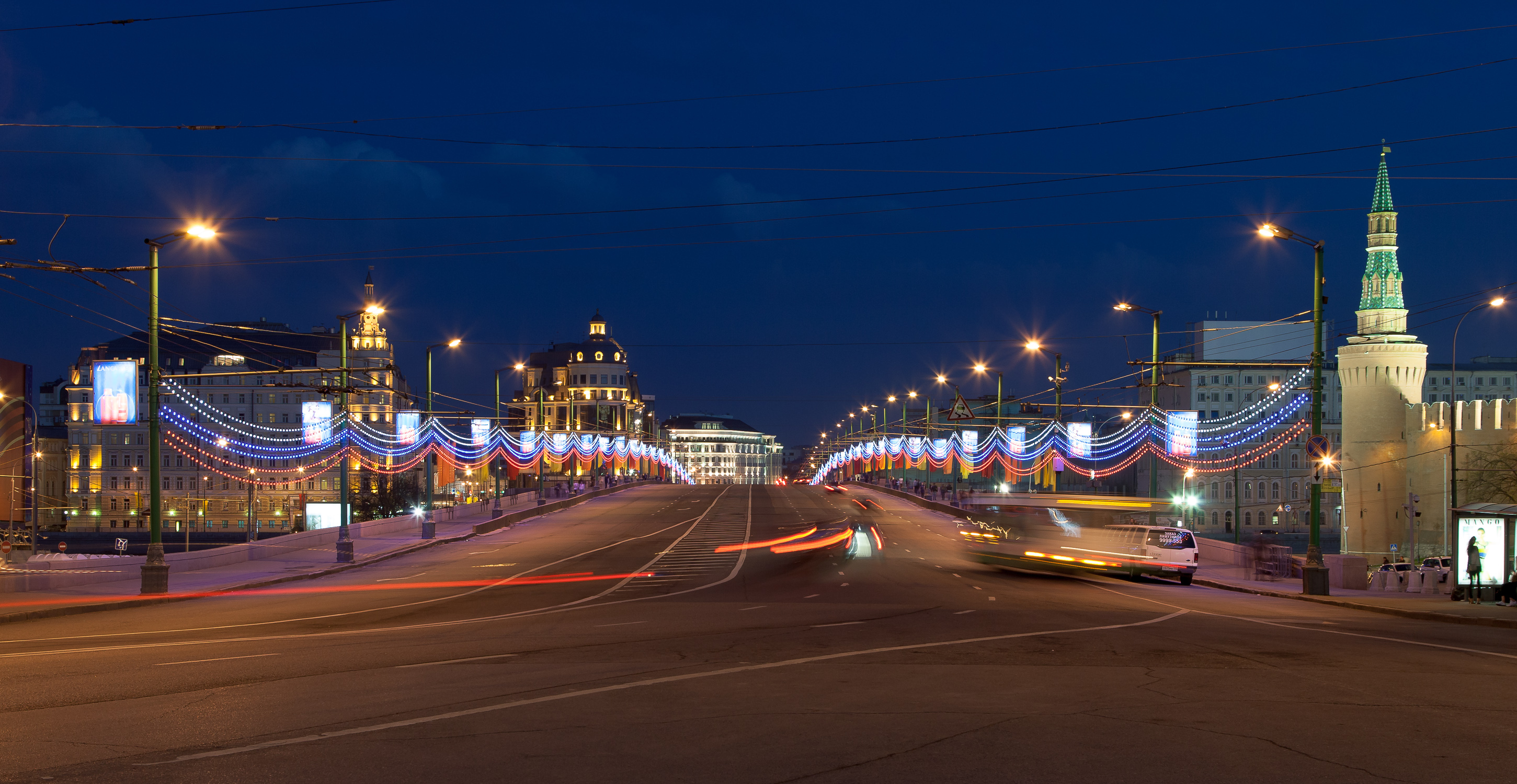
Il ponte visto di notte dalla piazza Rossa
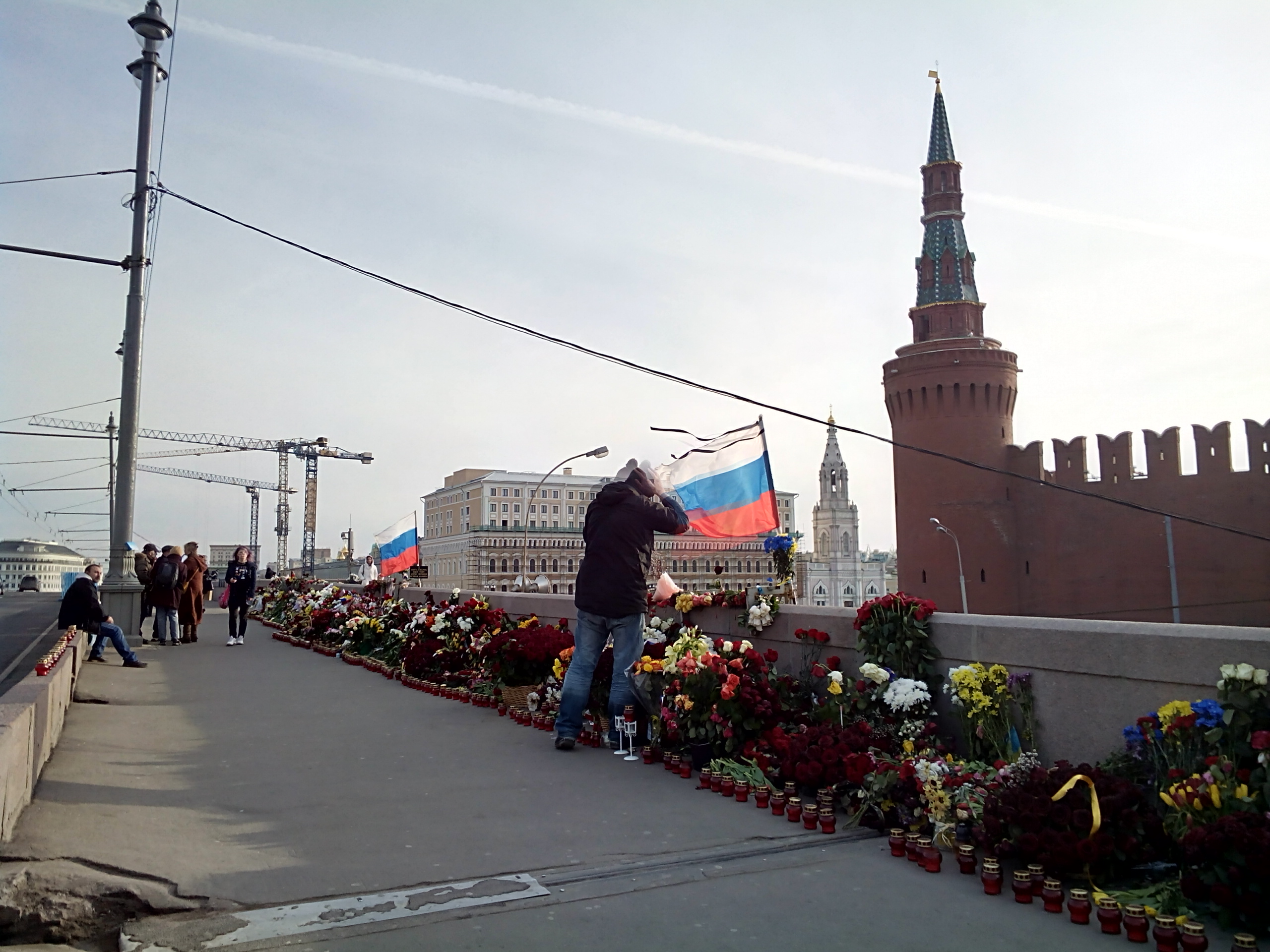
Omaggi floreali lasciati sul ponte nei giorni successivi all'assassinio di Boris Nemcov, nel febbraio 2015
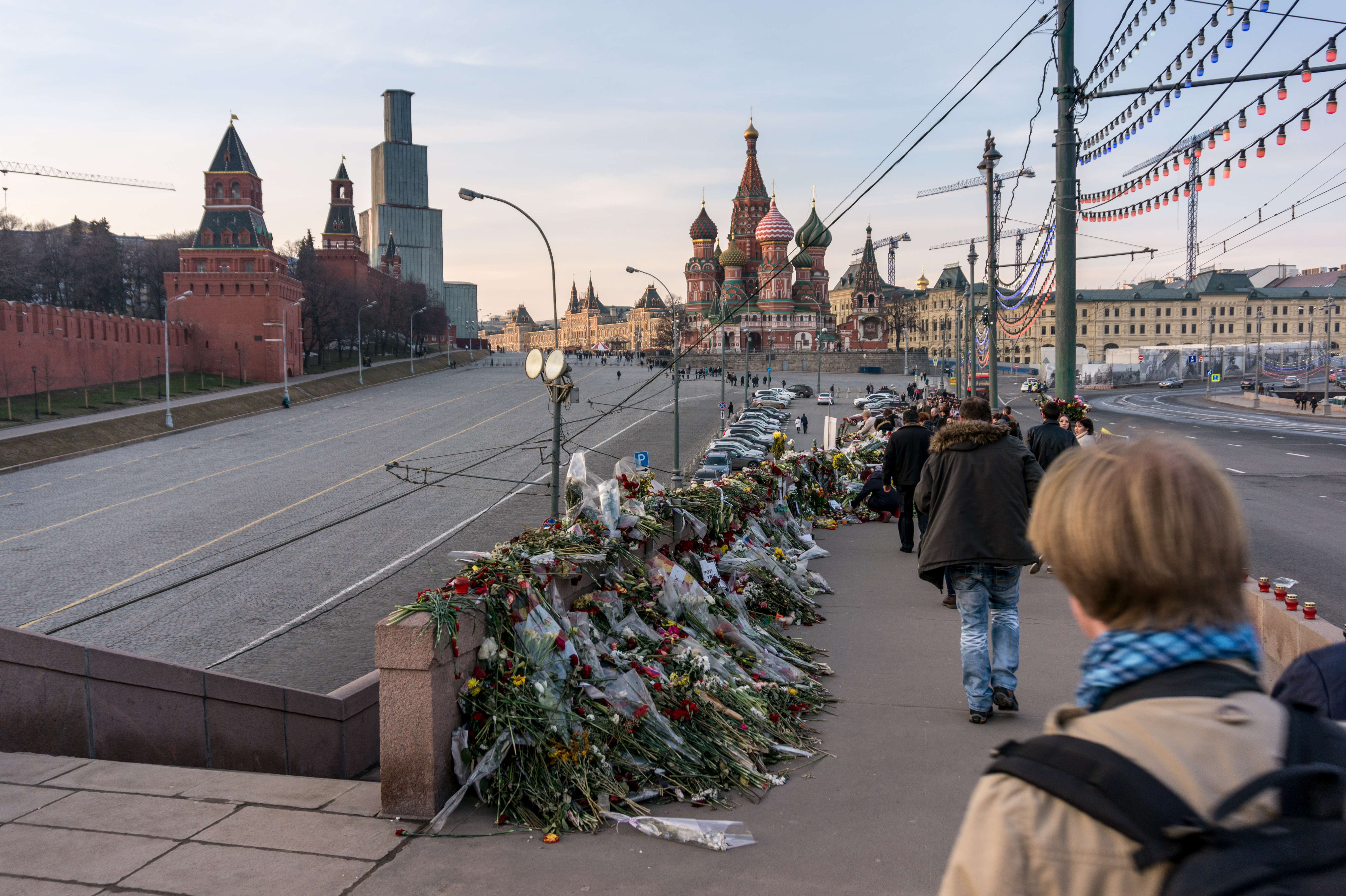
Marzo 2015. Fiori lasciati da comuni cittadini sul luogo dell'assassinio di Boris Nemcov
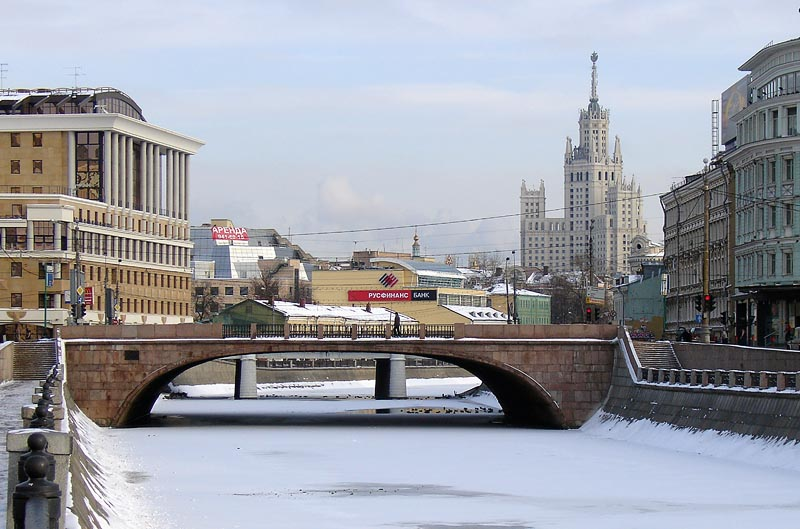
Il vicino ponte di Malj Moskvoreckij